# Landesbeauftragter für den Datenschutz und die Informationsfreiheit Baden-Württemberg
Der Landesbeauftragte für den Datenschutz und die Informationsfreiheit Baden-Württemberg (LfDI) ist eine unabhängige oberste Landesbehörde des Landes Baden-Württemberg, welche Kontroll- sowie Beratungsaufgaben im Bereich des Datenschutzes und der Informationsfreiheit wahrnimmt.

## Geschichte
Der Landtag von Baden-Württemberg beschloss 1979 das Gesetz zum Schutz vor Missbrauch personenbezogener Daten bei der Datenverarbeitung. Am 1. März 1980 trat die erste Landesbeauftragte für den Datenschutz, Ruth Leuze, ihr Amt an. In den ersten Jahren standen ihr rund acht Beschäftigte zur Seite. Der Landesbeauftragte wurde zunächst beim Innenministerium Baden-Württemberg eingerichtet und unterstand auch der Dienstaufsicht des Ministeriums, soweit seine Unabhängigkeit dadurch nicht beeinträchtigt war. Später war er beim Landtag angesiedelt. Zudem war er Beamter auf Zeit für eine Amtszeit von acht Jahren und konnte nur einmal wiedergewählt werden.
Im März 2017 wurde entsprechend des Landesinformationsfreiheitsgesetzes von 2015 die Bezeichnung von Landesbeauftragter für den Datenschutz zu Landesbeauftragter für den Datenschutz und die Informationsfreiheit erweitert.
Um die Unabhängigkeit zu stärken, wurde 2018 per Gesetzesänderung der Landesbeauftragte als oberste Landesbehörde errichtet und der Amtsinhaber in ein öffentlich-rechtliches Amtsverhältnis berufen.

## Aufgaben
Der Landesbeauftragte für den Datenschutz und die Informationsfreiheit ist die Aufsichtsbehörde für die Einhaltung des Datenschutzes und hat somit den Auftrag, die Einhaltung der datenschutzrechtlichen Vorschriften in Baden-Württemberg zu kontrollieren.
Seiner Kontrolle und Aufsicht unterliegen sowohl die Behörden und sonstigen öffentlichen Stellen des Landes Baden-Württemberg als auch die nicht-öffentlichen (privaten) Stellen (z. B. Unternehmen, Vereine) mit Sitz in Baden-Württemberg. Zudem kann er entsprechend der europäischen Datenschutz-Grundverordnung Sanktionen und Bußgelder erlassen und Behörden datenschutzrechtlich unzulässiges Verwaltungshandeln untersagen.
Außerdem nimmt die Behörde Informations- und Beratungsaufgaben bei Fragen der Datenschutz- und Informationsfreiheitsrechte wahr. Beispielsweise berät sie Bürger hinsichtlich ihres Rechts auf informationelle Selbstbestimmung.

## Organisation
Die Bezeichnung Landesbeauftragter für den Datenschutz und die Informationsfreiheit Baden-Württemberg ist gleichzeitig die Behördenbezeichnung und Amtsbezeichnung der Behördenleitung. Der Beauftragte leitet die Behörde nach innen und vertritt sie nach außen. Er ist bei der Ausübung seines Amtes unabhängig und nur dem Gesetz unterworfen.
Die Behörde gliedert sich in sechs Abteilungen (Stand: 2023):
- Abteilung 1 – Zentraler Service
- Abteilung 2 – Innere Sicherheit, Rechts- und Kommunalwesen, Verkehr und Videoüberwachung
- Abteilung 3 – Datenschutz im Gesundheits-, Sozial- und Bildungswesen
- Abteilung 4 – Datenschutz in der Privatwirtschaft
- Abteilung 5 – Technisch-organisatorischer Datenschutz, Datensicherheit
- Abteilung 6 – Informationsfreiheit

## Beauftragte
Der Beauftragte wird auf Vorschlag der Landesregierung von den Mitgliedern des Landtages für eine sechsjährige Amtszeit gewählt und anschließend durch den Landtagspräsidenten ernannt. Die zweimalige Wiederwahl ist möglich. Der Beauftragte steht in einem öffentlich-rechtlichen Amtsverhältnis zum Land und erhält Bezüge in Höhe des Grundgehaltes der Besoldungsgruppe B5.
- 1980–1996: Ruth Leuze
- 1996–2002: Werner Schneider
- 2002–2009: Peter Zimmermann
- 2009–2016: Jörg Klingbeil
- 2016–2022: Stefan Brink
- seit 1. Juli 2023: Tobias O. Keber